# شادباغی (ساوه)
شاهباغی (ساوه)، روستایی از توابع بخش نوبران شهرستان ساوه در استان مرکزی ایران است.
یکی از زیباترین روستاهای ایران است ودر این ناحیه قلعه تاریخی در میانه روستا وجود دارد

## جمعیت
این روستا در دهستان کوهپایه قرار دارد و براساس سرشماری مرکز آمار ایران در سال ۱۳۸۵، جمعیت آن ۱۱۴ نفر (۳۴خانوار) بوده‌است.